# Kalimba (cantante)
Kalimba Kadjaly Marichal Ibar (Ciudad de México, 26 de julio de 1982), más conocido como Kalimba, es un cantante, bailarín, actor y actor de doblaje mexicano.
Hasta la fecha ha lanzado siete álbumes de estudios: Aerosoul (2004), NegroKlaro (2007), Mi Otro Yo (2008),  Amar y Querer: Homenaje a las grandes canciones (2009), Homenaje a las grandes canciones vol. II (2011), Cena para Desayunar (2014), Somos Muchos y Venimos Todos (2019). Ha colaborado con artistas como: Natalia Lafourcade, Ha*Ash, María Barracuda, Jesús Navarro, María José, entre otros.

## Carrera
Kalimba ingresó en el mundo de la música a la edad de 2 años animado por su padre, el jazzista cubano Pablo Marichal (Poly) y por su madre Rosario Ibar de Marichal. Él y su hermana M'balia Marichal adoptan la pasión por la música desde muy pequeños, y aunque empiezan a mostrar sus dotes musicales, fue en el teatro y en la televisión donde participaron primero. A los 2 años comenzó su carrera en la televisión en programas como Chiquilladas y Chispas de chocolate (en el cual compartía créditos con su hermana y su padre).
En 1988 participó en el videoclip de Yuri «Hombres al Borde de un Ataque de Celos». En 1992 fue llamado para participar en la telenovela Carrusel de las Américas como Martín Parra, compartiendo créditos con otros actores infantiles como Rafael Bazán y Marisol Centeno. En 1993 al cumplir 11 años, Kalimba decidió dedicarse a la música. Con este objetivo consiguió formar parte de uno de los grupos infantiles más conocidos de México, la Onda Vaselina, participando en el disco La Banda Rock. Permaneció en la banda durante un año, en ese tiempo se dedicó al doblaje, interpretando las canciones de Simba niño en la película El rey león, 2 años después participó en el doblaje de James y el melocotón gigante. También hizo la voz de Arnold en la serie animada ¡Oye, Arnold!. Y en el 2005 hizo la voz de Chicken Little en la película del mismo nombre para Hispanoamérica.
En 1996 decidió interrumpir su carrera artística para dedicarse al fútbol. Después de cuatro años (a causa de algunas lesiones) decidió regresar a los escenarios y seguir practicando el deporte de manera semiprofesional en algunos torneos e invitaciones.[cita requerida]

### 2000-2006: Paso por OV7 y carrera como solista
En 2000 volvió a los escenarios mexicanos de la mano de OV7, reemplazando a Daniel Vázquez, e interpreta canciones como  «Shabadabada» y  «Más Que Amor». Al unirse al grupo comparte escenario con su hermana M'balia Marichal. Hasta que el grupo se desintegra en 2003, Kalimba participó en la grabación de tres discos: CD 00, 7 latidos y Punto.[cita requerida]
Después de la desintegración de OV7 se dio a conocer como solista con su disco Aerosoul, publicado el 18 de mayo de 2004, compuesto por temas funk, soul, rock y R&B, el cual preparó junto a Áureo Baqueiro, Mario Domm, Edgar Oceransky y Sebastián Arocha. En este disco también fungio de coproductor, escritor y compositor.[cita requerida] Tuvo como artistas invitadas a Natalia Lafourcade, Ha*Ash y María Barracuda. «No Me Quiero Enamorar» se lanzó como primer sencillo. El vídeo lo hizo a principios de abril, mientras que el 17 del mismo mes actuó en el Zócalo capitalino, en el marco de un festival de radio. En junio filma el vídeo de su segundo sencillo, «Tu Corazón Lo Sabe (Lat'n Party)», en los estudios argentinos Film Planet con la dirección de Picky Tallarico. Participaron 40 extras y más de 30 personas en producción. En julio, empezó su gira oficial de conciertos y es invitado para abrir algunas presentaciones de Sin Bandera. En 2005, participó en «Ya No» de Ha*Ash. 

### 2006-2012:NegroKlaroyMi otro yo
En 2006 Kalimba partió a Italia un mes para grabar su segundo disco. En la producción participaron su hermana M'Balia Marichal, Oscar Schwebel y Jay de la Cueva. En este álbum se incluyó el dueto con Jesús Navarro Rosas de Reik «No puedo dejarte de amar» y «Duele» en cuyo vídeo apareció la actriz Camila Sodi, por el que además recibió el primer premio por obtener 25.000 descargas en línea.
En 2007 debutó como actor de cine en la película Divina confusión, en la que además de interpretar a Orfeo también cantó. «Perfume de gardenias», «Luces de Nueva York» y «La Boa» son algunas de las canciones que interpreta y al respecto señaló: Cantar los éxitos de la Sonora Santanera es una experiencia muy grata, principalmente la melodía «Perfume de gardenias», ya que es extraordinario entonar esta romántica melodía. Ese año realizó un cover de Norwegian Wood (This Bird Has Flown) de The Beatles e interpretó No Puedo Dejarte de Amar con Jesús Navarro.[cita requerida]
El 30 de septiembre de 2008 publicó Mi Otro Yo con el sencillo «Jamás», del que también se estrenó el videoclip. El disco se grabó por Fabrizio Simoncioni en Texas y California. Este álbum contiene doce canciones compuestas por él mismo, Ettore Grenci y Oscar Schwebel. Ese año participó como concursante en reality El show de los sueños de Televisa, quedando en tercer lugar por debajo de Gloria Trevi y Pee Wee. En diciembre tras haber sido finalista de Sangre de mi Sangre, se le otorgó la oportunidad de participar en Los reyes del show, donde compitió contra los finalistas de Sangre de mi Sangre y de Amigos del Alma: Priscila, Nigga y Alan Estrada.

### 2013-presente: Proyectos enreality showsOV7 Treinta
Formó parte de la primera y segunda temporada de La Voz Perú del formato internacional The Voice en 2013, emitido por Frecuencia Latina, como uno de los entrenadores junto a Eva Ayllón, José Luis Rodríguez el Puma y Jerry Rivera. En el programa presentó su sencillo «Un Nuevo Mundo Sin Ti». En enero de 2014 tuvo el mismo cargo en la versión peruana de La voz Kids, que fue emitida también por Frecuencia Latina. A finales de diciembre de ese año logró posicionar su primer sencillo derivado de la producción discográfica Cena para Desayunar, titulado «Este Frío», el cual estuvo dentro de los primeros 5 lugares de la lista Top latin songs – Pop México de monitor latino. En 2014, colaboró en «Juntos Caminando» con Vero de la Garza y «Hipocresía» con Anna Carina.
El 20 de marzo de 2015, ingresó a Televisión Azteca y participó como juez en el reality Baila si puedes, meses después ocupó el mismo cargo en la segunda temporada de México tiene talento. En 2017, participó en «Pero la recuerdo» con Pancho Barraza y al año siguiente en «Eres» con María José y «Ven Juguemos Al Amor» con Álvaro Díaz.
En 2021 participó en el reality ¿Quién es la máscara? bajo el nombre de Apache el cual logró una gran participación en la competencia siendo salvado en cada una de las rondas donde participaba llegando a la final y siendo el ganador de la tercera temporada con el personaje de Apache.
En 2022 regresa a OV7 para la gira OV7 Treinta y grabar 4 temas inéditos con sus compañeros de grupo de los cuales el próximo 27 de abril de 2023 se lanzara el sencillo "Si Es Amor" de su autoría
[cita requerida]

## Controversias
A finales del año 2010 fue acusado por el delito de violación de una menor de edad. El 10 de enero de 2011 fue solicitada una orden de aprehensión contra el cantante. La denunciante afirmó que Kalimba la golpeó y luego su amiga afirma que tuvo sexo con el músico y personal de este, de manera consensual.
El jueves 20 de enero de 2011 fue detenido por autoridades migratorias de El Paso, Texas. Fue deportado a México y entregado a la Procuraduría General de la República, en cumplimiento de una orden de aprehensión emitida en su contra. Posteriormente fue trasladado a la ciudad de Chetumal y recluido en el penal de la ciudad. Fue puesto en libertad por falta de pruebas el 27 de enero de 2011, aunque el proceso judicial no ha terminado ya que esta decisión fue apelada por la parte denunciante.
En marzo de 2023, volvió a ser acusado de abuso, ahora por parte de la cantante Melissa Galindo. En este caso, Kalimba anunció que interpondrá una demanda.

## Discografía

### Álbumes con La Onda Vaselina
- La Banda Rock (1993)

### Álbumes con OV7
- CD00 (2000)
- En Directo Rush (2001)
- Siete Latidos (2001)
- Punto (2003)
- Quédate (Single) (2023)
- Si Es Amor (Single) (2023) (de su autoría)

### Álbumes como solista
- 2004 - Aerosoul
- 2007 - NegroKlaro
- 2008 - Mi otro yo
- 2009 - Amar y Querer: Homenaje a las grandes canciones
- 2011 - Homenaje a las grandes canciones vol. II
- 2014 - Cena para desayunar[22]
- 2019 - Somos muchos y venimos todos
- 2023  - 2000´s pop tour
- 2024- K20

## Filmografía

### Televisión
- Chiquilladas
- Chispas de chocolate (1986)
- Pandilleros: olor a muerte 2  (1992) como Memin penguin.
- Carrusel de las Américas (1992) como Martín Parra.
- Locura de amor (2000) como el mismo
- Clase 406 (2002) como el mismo
- La fea más bella (2007) como el mismo
- Como ama una mujer (2007) como Papi John.
- El show de los sueños (2008) Concursante.
- Los reyes del show (2008) Concursante.
- La voz Perú (2013) Entrenador.
- La voz Kids (Perú) (2014) Entrenador.
- La voz Perú (2014) Entrenador.
- Baila si puedes (2015) Juez.
- México tiene talento (2015) Juez.
- ¿Quién es la máscara?  (2021) Apache/Ganador.

### Doblaje
- El rey león (1994) como Simba joven (canciones).
- Jumanji (1995) como Alan Parrish joven (voz).
- James y el melocotón gigante (1996) como James (voz).
- Los Aventureros del aire (1990-1991) como Kit Nubarrón (voz)
- ¡Oye, Arnold! (1996) como Arnold (voz)
- El Regalo Prometido (1996) como Jamie Langston (voz)
- El patito feo (Película de 1997) (1997) como Augusto/Feo (doblaje)
- 101 dálmatas: la serie (1997) como Lucky (voz)
- GeGeGe no Kitaro (1997) como Kitaro (voz)
- Chicken Little (2005) como Chicken Little (voz).
- Instinto de Supervivencia (1990) como Roger (voz).
- Héroes verdaderos (2010) como Mixcóatl (voz).
- Los Pitufos: La Aldea Perdida (2017) como Pitufo Tontín (voz).
- VIVO (2021) como Vivo (voz-doblaje).
- Los tipos malos (2022) como Sr Piraña (voz).